# Speedloader

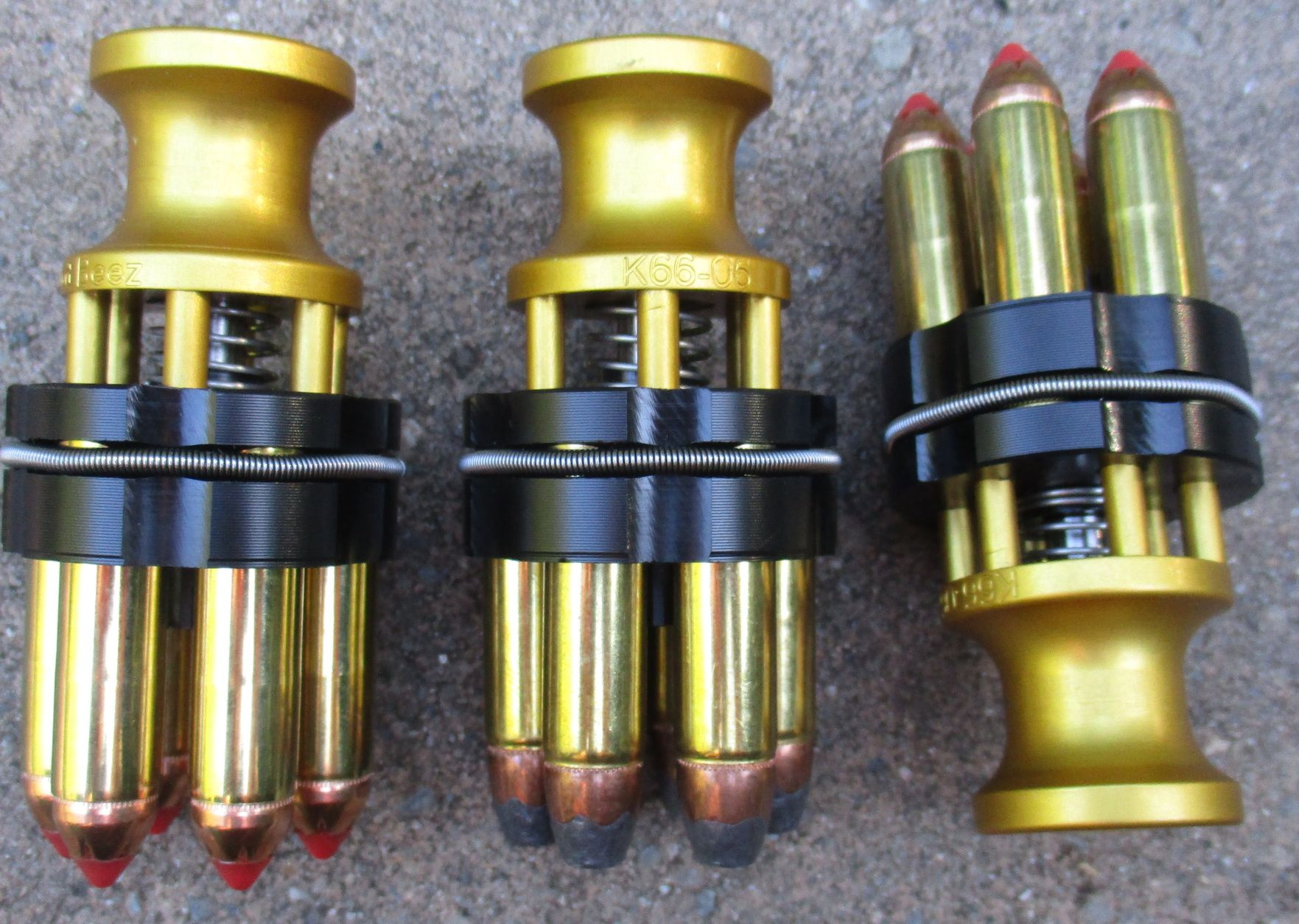
Speedloader per revolver contenente munizioni .357 Magnum.

Lo speedloader (anche ricaricatore rapido o carichino) è un dispositivo utilizzato per ridurre il tempo e lo sforzo necessario per ricaricare un'arma da fuoco. I ricaricatori rapidi sono disponibili in varie forme per ricaricare revolver o caricatori fissi o rimovibili.

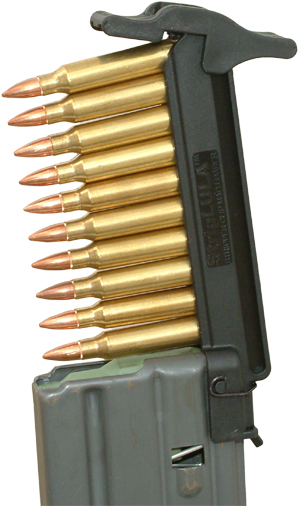
Speedloader a clip per caricatori di M16

## Descrizione
Generalmente, gli speedloader vengono utilizzati per caricare simultaneamente tutte le camere di un revolver, sebbene tali dispositivi (di diversi modelli) siano anche utilizzati per caricare caricatori tubolari fissi di fucili o il caricamento di caricatori a scatola (in questo caso si parla nello specifico di stripper clip o di piastrine). 

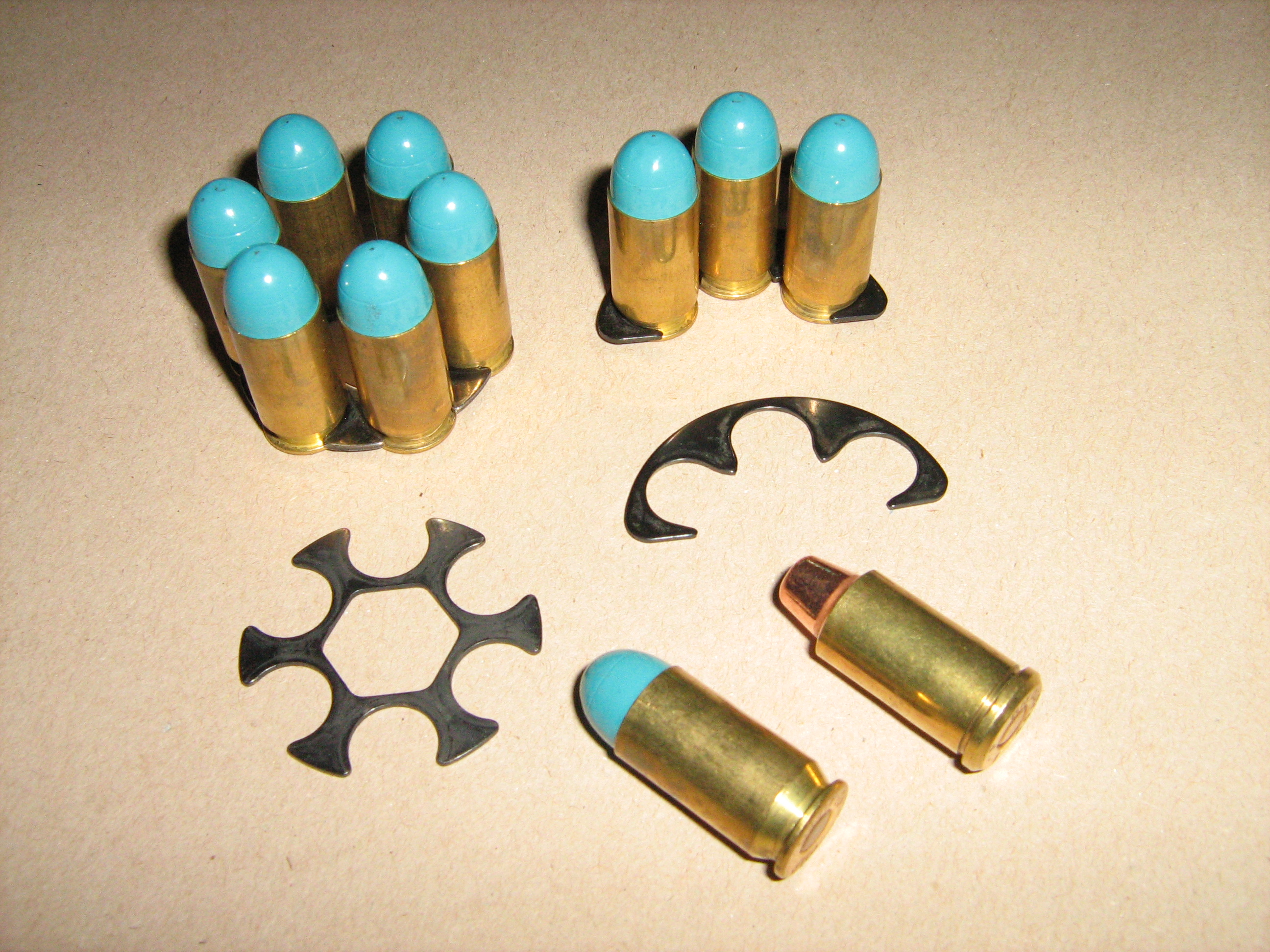
Esempio di clip a mezzaluna

Gli speedloader dei revolver vengono utilizzati per revolver con tamburi basculanti o a estrazione laterale. I modelli circolari utilizzati per le rivoltelle tiene in posizione sicura un completo di cartucce da inserire nel tamburo dell'arma, distanziato in una configurazione circolare in modo da consentire alle cartucce di cadere simultaneamente nel tamburo (anche se vi sono delle clip a mezza luna che possono caricare parzialmente o totalmente il tamburo). Viene fornito un meccanismo che consente alle cartucce di essere rilasciate dallo speedloader quando vengono caricate nel tamburo, in modo che, quando viene rimosso, le cartucce rimangano nei loro appositi cilindri. Il tipo più comune di speedloader utilizza una molla che viene premuta attraverso un tasto che rilascia le cartucce nel tamburo.